# Scott Trial
L'Scott Trial és una competició motociclista de trial que es disputa des del 1914 i recorre més de 135 quilòmetres (84 milles) fora de carretera pels erms de Yorkshire, Anglaterra. Tot i que actualment és una prova de trial amb unes característiques peculiars (de fet, una de les més exigents del Regne Unit), l'Scott ha estat considerat com a antecessor directe de la modalitat del motocròs.
L'esdeveniment, que aplega corredors britànics i internacionals, se celebra tradicionalment la tercera setmana del mes d'octubre i recapta diners per a l'associació de beneficència Scott charities.

## Detalls
El tret més característic de l'Scott Trial és que combina habilitat i velocitat, ja que a banda d'aplicar el sistema de penalització reglamentari del trial, en què els pilots perden punts per posar un o més peus a terra en les seccions observades ("zones"), valora molt el temps emprat en fer el recorregut, penalitzant un punt extra per cada minut de més esmerçat pel pilot, prenent com a referència el temps marcat pel pilot més ràpid. Actualment el recorregut es divideix en 76 seccions.
Durant anys l'Scott Trial ha atorgat una àmplia gamma de premis especials i trofeus memorials, inclosos l'Oldest Official Finisher i el Best Performing Yorkshireman.

## Història

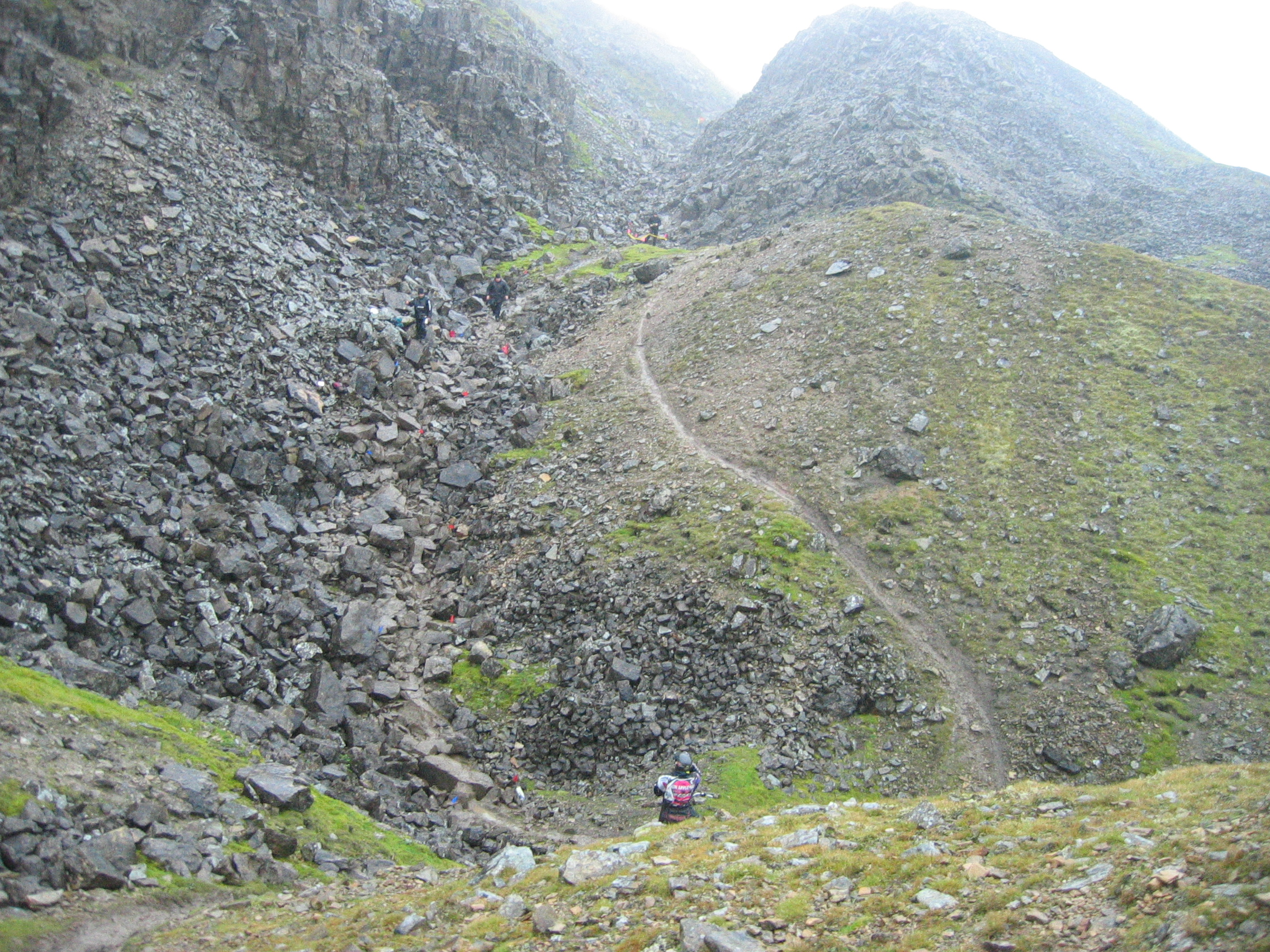
Zona 39 a Black Hills, a l'edició del 2009

L'Scott Trial va començar el 1914 quan Alfred Angas Scott, inventor i fundador de la companyia de motocicletes Scott, va desafiar els seus treballadors a conduir des de la fàbrica de Shipley fins a Burnsall, un poble vora el riu prop de Grassington, a través de les valls de Yorkshire (els Yorkshire Dales). Dels 14 participants només 9 varen acabar. La prova va ser represa després de la Primera Guerra Mundial, el 1919, i encara que Alfred Scott va morir el 1923, l'esdeveniment va continuar essent organitzat pels treballadors de Scott fins a 1926.
Aleshores el Bradford and District Motor Club es va fer càrrec de la gestió i va traslladar la sortida i la meta a Blubberhouses, un petit poble al districte de Harrogate, North Yorkshire. El 1938 l'entitat propietària dels terrenys, el Leeds Waterworks Authority, va decidir no permetre proves de motociclisme a la seva propietat, de manera que el trial va ser traslladat de nou a Swainby, al nord-oest del North York Moors National Park, a Cleveland, i la gestió va ser assumida pel Middlesbrough & Stockton Motor Club.
El 1950, l'ACU (Auto-Cycle Union, la federació de motociclisme del Regne Unit), dividí l'àrea entre el Centre del Nord-est i el Centre de Yorkshire, i l'Scott Trial va ser traslladat a Swaledale, una de les valls més al nord del Yorkshire Dales National Park, on ha romàs fins a l'actualitat. El Darlington and District Motor Club es va fer càrrec de l'organització fins al 1990, quan en va prendre el relleu el Richmond Motor Club.

### L'Scott Trial de 1962
De la seva llarga carrera esportiva, Sammy Miller en destaca l'Scott Trial de 1962 com el més impressionant dels que va disputar. Una setmana de pluja va enfangar perillosament el recorregut i les condicions eren tan dolentes que només 40 pilots dels 185 que van prendre la sortida van poder acabar, amb Sammy Miller com a clar guanyador amb la seva Ariel 500 cc.

### L'edició del 2008
L'edició del 2008 fou gairebé tan humida i fangosa com la històrica de 1962, acabant-la només 60 dels 200 pilots que la van començar. Graham Jarvis fou qui va marcar els millors resultats sota la pluja constant, establint un rècord de vuit victòries en la prova i superant així el de set que tenia Sammy Miller. Aquest rècord el va tornar a millorar Jarvis el 2009 guanyant la prova per novena vegada.

## Llista de guanyadors
Font:
A 10 de desembre de 2024
| Ed.                                 | Any  | Guanyador                                                 | Motocicleta                                               | El més ràpid                                              | Temps                                                     | Participants                                              | Arribats                                                  | %                                                         |                                                           |
| ----------------------------------- | ---- | --------------------------------------------------------- | --------------------------------------------------------- | --------------------------------------------------------- | --------------------------------------------------------- | --------------------------------------------------------- | --------------------------------------------------------- | --------------------------------------------------------- | --------------------------------------------------------- |
| I                                   | 1914 | Frank Philip                                              | Scott                                                     | Frank Philip                                              |                                                           | 14                                                        | 9                                                         | 64%                                                       |                                                           |
| 1914 - 1918: Primera Guerra Mundial |      |                                                           |                                                           |                                                           |                                                           |                                                           |                                                           |                                                           |                                                           |
| II                                  | 1919 | Geoff Hill                                                | Triumph                                                   | Geoff Hill                                                |                                                           | 74                                                        | 35                                                        | 47%                                                       |                                                           |
| III                                 | 1920 | Clarrie Wood                                              | Scott                                                     | Clarrie Wood                                              |                                                           | 131                                                       | 64                                                        | 49%                                                       |                                                           |
| IV                                  | 1921 | Clarrie Wood                                              | Scott                                                     | Clarrie Wood                                              |                                                           | 50                                                        | 29                                                        | 58%                                                       |                                                           |
| V                                   | 1922 | Harry Langman                                             | Scott                                                     | Billy Moore (Scott)                                       |                                                           | 58                                                        | 27                                                        | 47%                                                       |                                                           |
| VI                                  | 1923 | Ernie Mainwaring                                          | Scott                                                     | Clarrie Wood (Scott)                                      |                                                           | 80                                                        | 30                                                        | 38%                                                       |                                                           |
| VII                                 | 1924 | Wally Clough                                              | Scott                                                     | Wally Clough                                              |                                                           | 90                                                        | 35                                                        | 39%                                                       |                                                           |
| VIII                                | 1925 | Eddie Flintoff                                            | Sunbeam                                                   | A. Jackson (AJS)                                          |                                                           | 117                                                       | 64                                                        | 54%                                                       |                                                           |
| IX                                  | 1926 | Eddie Flintoff                                            | Sunbeam                                                   | W. Evans (Triumph)                                        | 31,8 km/h                                                 | 134                                                       | 30                                                        | 23%                                                       |                                                           |
| X                                   | 1927 | Oliver Langton                                            | Scott                                                     | W. Evans (Triumph)                                        |                                                           | 145                                                       | 60                                                        | 41%                                                       |                                                           |
| XI                                  | 1928 | Eric Langton                                              | Scott                                                     | Eddie Flintoff (Sunbeam)                                  |                                                           | 116                                                       | 51                                                        | 44%                                                       |                                                           |
| XII                                 | 1929 | Vic Brittain                                              | Sunbeam                                                   | Eddie Flintoff (Sunbeam)                                  |                                                           | 106                                                       | 97                                                        | 80%                                                       |                                                           |
| XIII                                | 1930 | Len Heath                                                 | Ariel                                                     | Allan Jefferies (AJS)                                     | 2:19:54                                                   | 92                                                        | 38                                                        | 41%                                                       |                                                           |
| XIV                                 | 1931 | Vic Brittain                                              | Sunbeam                                                   | Stanley Woods (Norton)                                    | 2:39:44                                                   | 100                                                       | 63                                                        | 63%                                                       |                                                           |
| XV                                  | 1932 | Allan Jefferies                                           | Scott                                                     | Allan Jefferies                                           | 2:30:00                                                   | 94                                                        | 70                                                        | 74%                                                       |                                                           |
| XVI                                 | 1933 | Len Heath                                                 | Ariel                                                     | Len Heath                                                 |                                                           | 69                                                        | 32                                                        | 46%                                                       |                                                           |
| XVII                                | 1934 | Ken Wilson                                                | Panther                                                   | Ken Wilson                                                | 2:00:00                                                   | 69                                                        | 38                                                        | 55%                                                       |                                                           |
| XVIII                               | 1935 | Len Heath                                                 | Ariel                                                     | Allan Jefferies                                           | 2:28:18                                                   | 74                                                        | 42                                                        | 57%                                                       |                                                           |
| XIX                                 | 1936 | Billy Tiffen                                              | Velocette                                                 | Allan Jefferies                                           | 2:58:00                                                   | 80                                                        | 38                                                        | 48%                                                       |                                                           |
| XX                                  | 1937 | Allan Jefferies                                           | Triumph                                                   | Allan Jefferies                                           | 1:48:00                                                   | 89                                                        | 42                                                        | 48%                                                       |                                                           |
| XXI                                 | 1938 | Len Heath                                                 | Ariel                                                     | W.J. Smith (Levis)                                        | 3:28:46                                                   | 86                                                        |                                                           |                                                           |                                                           |
| 1939 - 1945: Segona Guerra Mundial  |      |                                                           |                                                           |                                                           |                                                           |                                                           |                                                           |                                                           |                                                           |
| XXII                                | 1946 | Bill Nicholson                                            | BSA                                                       | Bill Nicholson                                            | 3:16:58                                                   | 137                                                       |                                                           |                                                           |                                                           |
| XXIII                               | 1947 | Bill Nicholson                                            | BSA                                                       | Bill Nicholson                                            |                                                           | 147                                                       |                                                           |                                                           |                                                           |
| XXIV                                | 1948 | Jim Alves                                                 | Triumph                                                   | Jim Alves                                                 | 3:27:45                                                   | 100                                                       |                                                           |                                                           |                                                           |
| XXV                                 | 1949 | Bill Nicholson                                            | BSA                                                       | Bill Nicholson                                            | 2:40:00                                                   | 137                                                       |                                                           |                                                           |                                                           |
| XXVI                                | 1950 | Bill Nicholson                                            | BSA                                                       | Bill Nicholson                                            | 3:08:00                                                   | 195                                                       |                                                           |                                                           |                                                           |
| XXVII                               | 1951 | Bill Nicholson                                            | BSA                                                       | Bill Nicholson                                            | 3:54:00                                                   | 178                                                       |                                                           |                                                           |                                                           |
| XXVIII                              | 1952 | J.G. Draper                                               | BSA                                                       | David Tye (BSA)                                           |                                                           | 169                                                       |                                                           |                                                           |                                                           |
| XXIX                                | 1953 | Arthur Shutt                                              | Francis Barnett                                           | David Tye                                                 |                                                           | 156                                                       |                                                           |                                                           |                                                           |
| XXX                                 | 1954 | Jeff Smith                                                | BSA                                                       | Jeff Smith                                                |                                                           | 140                                                       |                                                           |                                                           |                                                           |
| XXXI                                | 1955 | John Brittain                                             | Royal Enfield                                             | Gordon Jackson (AJS)                                      |                                                           | 145                                                       |                                                           |                                                           |                                                           |
| XXXII                               | 1956 | John Brittain                                             | Royal Enfield                                             | Gordon Jackson                                            |                                                           | 139                                                       |                                                           |                                                           |                                                           |
| XXXIII                              | 1957 | Artie Ratcliffe                                           | Triumph                                                   | Brian Stonebridge (Greeves)                               |                                                           | 163                                                       |                                                           |                                                           |                                                           |
| XXXIV                               | 1958 | Sammy Miller                                              | Ariel                                                     | Jeff Smith (BSA)                                          |                                                           | 178                                                       |                                                           |                                                           |                                                           |
| XXXV                                | 1959 | Jeff Smith                                                | BSA                                                       | Jeff Smith                                                |                                                           | 197                                                       |                                                           |                                                           |                                                           |
| XXXVI                               | 1960 | Arthur Lampkin                                            | BSA                                                       | Jeff Smith (BSA)                                          |                                                           | 236                                                       |                                                           |                                                           |                                                           |
| XXXVII                              | 1961 | Arthur Lampkin                                            | BSA                                                       | Arthur Lampkin                                            |                                                           | 180                                                       |                                                           |                                                           |                                                           |
| XXXVIII                             | 1962 | Sammy Miller                                              | Ariel                                                     | Jeff Smith (BSA)                                          |                                                           | 201                                                       |                                                           |                                                           |                                                           |
| XXXIX                               | 1963 | Sammy Miller                                              | Ariel                                                     | Arthur Lampkin (BSA)                                      |                                                           | 223                                                       |                                                           |                                                           |                                                           |
| XL                                  | 1964 | Bill Wilkinson                                            | Greeves                                                   | Bill Wilkinson                                            |                                                           | 183                                                       | 72                                                        | 39%                                                       |                                                           |
| XLI                                 | 1965 | Arthur Lampkin                                            | BSA                                                       | Arthur Lampkin                                            |                                                           | 188                                                       |                                                           |                                                           |                                                           |
| XLII                                | 1966 | Alan Lampkin                                              | BSA                                                       | Arthur Lampkin                                            |                                                           | 193                                                       | 43                                                        | 22%                                                       |                                                           |
| XLIII                               | 1967 | Sammy Miller                                              | Bultaco                                                   | Bill Wilkinsom (Greeves)                                  |                                                           | 184                                                       | 40                                                        | 22%                                                       |                                                           |
| XLIV                                | 1968 | Sammy Miller                                              | Bultaco                                                   | Gordon Farley (Greeves)                                   |                                                           | 150                                                       | 46                                                        | 31%                                                       |                                                           |
| XLV                                 | 1969 | Sammy Miller                                              | Bultaco                                                   | Malcolm Rathmell (Greeves)                                |                                                           | 176                                                       | 44                                                        | 25%                                                       |                                                           |
| XLVI                                | 1970 | Sammy Miller                                              | Bultaco                                                   | Alan Lampkin (Bultaco)                                    | 4:30:03                                                   | 147                                                       | 61                                                        | 41%                                                       |                                                           |
| XLVII                               | 1971 | Malcolm Rathmell                                          | Bultaco                                                   | Alan Lampkin (Bultaco)                                    | 4:41:35                                                   | 185                                                       | 76                                                        | 41%                                                       |                                                           |
| XLVIII                              | 1972 | Rob Shepherd                                              | Montesa                                                   | Rob Shepherd                                              | 4:24:23                                                   | 195                                                       |                                                           |                                                           |                                                           |
| XLIX                                | 1973 | Malcolm Rathmell                                          | Bultaco                                                   | Malcolm Rathmell                                          | 4:42:35                                                   | 201                                                       | 49                                                        | 24%                                                       |                                                           |
| L                                   | 1974 | Rob Edwards                                               | Montesa                                                   | Malcolm Rathmell (Bultaco)                                | 4:38:21                                                   | 185                                                       | 48                                                        | 26%                                                       |                                                           |
| LI                                  | 1975 | Malcolm Rathmell                                          | Montesa                                                   | Malcolm Rathmell                                          | 4:25:00                                                   | 198                                                       | 44                                                        | 22%                                                       |                                                           |
| LII                                 | 1976 | Malcolm Rathmell                                          | Montesa                                                   | Malcolm Rathmell                                          | 4:13:40                                                   | 200                                                       | 53                                                        | 27%                                                       |                                                           |
| LIII                                | 1977 | Martin Lampkin                                            | Bultaco                                                   | Martin Lampkin                                            | 3:46:30                                                   | 195                                                       | 60                                                        | 31%                                                       |                                                           |
| LIV                                 | 1978 | Martin Lampkin                                            | Bultaco                                                   | Martin lampkin                                            | 4:25:10                                                   | 183                                                       | 76                                                        | 42%                                                       |                                                           |
| LV                                  | 1979 | Malcolm Rathmell                                          | Montesa                                                   | Malcolm Rathmell                                          | 4:52:27                                                   | 200                                                       | 42                                                        | 21%                                                       |                                                           |
| LVI                                 | 1980 | Malcolm Rathmell                                          | Montesa                                                   | Malcolm Rathmell                                          | 5:13:56                                                   | 177                                                       | 41                                                        | 23%                                                       |                                                           |
| LVII                                | 1981 | Martin Lampkin                                            | Bultaco                                                   | Nigel Birkett (Fantic)                                    | 4:48:24                                                   | 178                                                       | 62                                                        | 35%                                                       |                                                           |
| LVIII                               | 1982 | Martin Lampkin                                            | SWM                                                       | Malcolm Rathmell (Montesa)                                | 4:36:55                                                   | 140                                                       | 50                                                        | 36%                                                       |                                                           |
| LIX                                 | 1983 | Gerald Richardson                                         | Armstrong                                                 | Gerald Richardson                                         | 4:24:14                                                   | 128                                                       | 70                                                        | 55%                                                       |                                                           |
| LX                                  | 1984 | Nigel Birkett                                             | Yamaha                                                    | Gerald Richardson (Yamaha)                                | 4:32:20                                                   | 152                                                       | 50                                                        | 33%                                                       |                                                           |
| LXI                                 | 1985 | Gerald Richardson                                         | Yamaha                                                    | Gerald Richardson                                         | 4:15:54                                                   | 104                                                       | 63                                                        | 61%                                                       |                                                           |
| LXII                                | 1986 | Tony Scarlett                                             | Yamaha                                                    | Philip Alderson (Yamaha)                                  | 4:57:16                                                   | 146                                                       | 78                                                        | 53%                                                       |                                                           |
| LXIII                               | 1987 | Philip Alderson                                           | Yamaha                                                    | Harold Crawford (Yamaha)                                  | 4:44:57                                                   | 164                                                       | 99                                                        | 60%                                                       |                                                           |
| LXIV                                | 1988 | Philip Alderson                                           | Yamaha                                                    | Harold Crawford (Yamaha)                                  | 4:32:20                                                   | 151                                                       | 71                                                        | 47%                                                       |                                                           |
| LXV                                 | 1989 | Philip Alderson                                           | Yamaha                                                    | Gerald Richardson (Yamaha)                                | 4:41:02                                                   | 148                                                       | 91                                                        | 61%                                                       |                                                           |
| LXVI                                | 1990 | Robert Crawford                                           | Beta                                                      | Philip Anderson (Yamaha)                                  | 5:08:20                                                   | 139                                                       | 65                                                        | 47%                                                       |                                                           |
| LXVII                               | 1991 | Philip Alderson                                           | Yamaha                                                    | Philip Anderson                                           |                                                           | 145                                                       | 62                                                        | 43%                                                       |                                                           |
| LXVIII                              | 1992 | Steve Colley                                              | Beta                                                      | Wayne Braybrook (Gas Gas)                                 | 5:04:30                                                   | 142                                                       | 76                                                        | 54%                                                       |                                                           |
| LXIX                                | 1993 | Steve Colley                                              | Beta                                                      | Robert Crawford (Aprilia)                                 | 5:19:42                                                   | 140                                                       | 69                                                        | 49%                                                       |                                                           |
| LXX                                 | 1994 | Dougie Lampkin                                            | Beta                                                      | Dougie Lampkin                                            | 5:25:17                                                   | 166                                                       | 68                                                        | 41%                                                       |                                                           |
| LXXI                                | 1995 | Robert Crawford                                           | Yamaha                                                    | Robert Crawford                                           | 4:27:47                                                   | 142                                                       | 80                                                        | 56%                                                       |                                                           |
| LXXII                               | 1996 | Graham Jarvis                                             | Scorpa                                                    | Steve Colley (Gas Gas)                                    | 4:56:40                                                   | 129                                                       | 74                                                        | 57%                                                       |                                                           |
| LXXIII                              | 1997 | Graham Jarvis                                             | Scorpa                                                    | Graham Jarvis                                             | 5:20:08                                                   | 138                                                       | 78                                                        | 57%                                                       |                                                           |
| LXXIV                               | 1998 | Graham Jarvis                                             | Scorpa                                                    | Graham Jarvis                                             | 5:50:40                                                   | 147                                                       | 27                                                        | 18%                                                       |                                                           |
| LXXV                                | 1999 | Graham Jarvis                                             | Bultaco Sherco                                            | Wayne Braybrook (Montesa)                                 | 5:11:17                                                   | 175                                                       | 76                                                        | 43%                                                       |                                                           |
| LXXVI                               | 2000 | Wayne Braybrook                                           | Montesa                                                   | Henry Moorhouse (Gas Gas)                                 | 5:22:13                                                   | 195                                                       | 83                                                        | 43%                                                       |                                                           |
|                                     | 2001 | Suspès a causa d'una epidèmia de febre aftosa del bestiar | Suspès a causa d'una epidèmia de febre aftosa del bestiar | Suspès a causa d'una epidèmia de febre aftosa del bestiar | Suspès a causa d'una epidèmia de febre aftosa del bestiar | Suspès a causa d'una epidèmia de febre aftosa del bestiar | Suspès a causa d'una epidèmia de febre aftosa del bestiar | Suspès a causa d'una epidèmia de febre aftosa del bestiar | Suspès a causa d'una epidèmia de febre aftosa del bestiar |
| LXXVII                              | 2002 | Michael Phillipson                                        | Beta                                                      | Ben Hemingway (Beta)                                      | 5:38:25                                                   | 200                                                       | 86                                                        | 43%                                                       |                                                           |
| LXXVIII                             | 2003 | Graham Jarvis                                             | Sherco                                                    | Graham Jarvis                                             | 4:45:28                                                   | 200                                                       | 83                                                        | 42%                                                       |                                                           |
| LXXIX                               | 2004 | Graham Jarvis                                             | Sherco                                                    | Graham Jarvis                                             | 5:15:26                                                   | 200                                                       | 68                                                        | 34%                                                       |                                                           |
| LXXX                                | 2005 | Graham Jarvis                                             | Sherco                                                    | Ian Austermuhle (Beta)                                    | 5:10:23                                                   | 200                                                       | 78                                                        | 39%                                                       |                                                           |
| LXXXI                               | 2006 | Dougie Lampkin                                            | Montesa                                                   | Dougie Lampkin                                            | 4:56:49                                                   | 200                                                       | 80                                                        | 40%                                                       |                                                           |
| LXXXII                              | 2007 | Dougie Lampkin                                            | Montesa                                                   | Dougie Lampkin                                            | 4:53:30                                                   | 200                                                       | 85                                                        | 42%                                                       |                                                           |
| LXXXIII                             | 2008 | Graham Jarvis                                             | Sherco                                                    | James Dabill (Montesa)                                    | 5:02:48                                                   | 194                                                       | 60                                                        | 31%                                                       |                                                           |
| LXXXIV                              | 2009 | Graham Jarvis                                             | Sherco                                                    | James Dabill (Montesa)                                    | 5:13:32                                                   | 169                                                       | 79                                                        | 47%                                                       |                                                           |
| LXXXV                               | 2010 | James Dabill                                              | Gas Gas                                                   | Michael Brown (Sherco)                                    | 5:08:48                                                   | 200                                                       | 73                                                        | 37%                                                       |                                                           |
| LXXXVI                              | 2011 | Jonathan Richardson                                       | Sherco                                                    | John Sunter (Montesa)                                     | 4:41:58                                                   | 210                                                       | 85                                                        | 42%                                                       |                                                           |
| LXXXVII                             | 2012 | Michael Brown                                             | Gas Gas                                                   | Michael Brown                                             | 5:00:09                                                   | 191                                                       | 71                                                        | 37%                                                       |                                                           |
| LXXXVIII                            | 2013 | Dougie Lampkin                                            | Gas Gas                                                   | Jonathan Richardson (Ossa)                                | 5:18:04                                                   | 186                                                       | 71                                                        | 38%                                                       |                                                           |
| LXXXIX                              | 2014 | James Dabill                                              | Beta                                                      | John Sunter (Montesa)                                     | 5:01:40                                                   | 200                                                       | 94                                                        | 47%                                                       |                                                           |
| XC                                  | 2015 | Ian Austermuhle                                           | Beta                                                      | Jonathan Richardson (Beta)                                | 4:42:22                                                   | 197                                                       | 101                                                       | 51%                                                       |                                                           |
| XCI                                 | 2016 | James Dabill                                              | Vertigo                                                   | Jonathan Richardson (Sherco)                              | 5:00:29                                                   | 200                                                       | 88                                                        | 44%                                                       |                                                           |
| XCII                                | 2017 | Dougie Lampkin                                            | Vertigo                                                   | James Dabill (Gas Gas)                                    | 5:15:19                                                   | 198                                                       | 87                                                        | 44%                                                       |                                                           |
| XCIII                               | 2018 | Dougie Lampkin                                            | Vertigo                                                   | Jack Price (Gas Gas)                                      | 5:07:17                                                   | 200                                                       | 80                                                        | 40%                                                       |                                                           |
| XCIV                                | 2019 | James Dabill                                              | Beta                                                      | Jonathan Richardson (Montesa)                             | 4:59:14                                                   | 180                                                       | 77                                                        | 42%                                                       |                                                           |
|                                     | 2020 | Suspès a causa de la COVID-19                             | Suspès a causa de la COVID-19                             | Suspès a causa de la COVID-19                             | Suspès a causa de la COVID-19                             | Suspès a causa de la COVID-19                             | Suspès a causa de la COVID-19                             | Suspès a causa de la COVID-19                             | Suspès a causa de la COVID-19                             |
| XCV                                 | 2021 | Jack Price                                                | Vertigo                                                   | Guy Kendrew (Gas Gas)                                     | 5:17:56                                                   | 190                                                       | 92                                                        | 48%                                                       |                                                           |
| XCVI                                | 2022 | Jack Price                                                | Vertigo                                                   | Jonathan Richardson (TRRS)                                | 5:00:18                                                   | 200                                                       | 126                                                       | 63%                                                       |                                                           |
| XCVII                               | 2023 | Jack Price                                                | Vertigo                                                   | Jonathan Richardson (Montesa)                             | 5:12:27                                                   | 182                                                       | 88                                                        | 48%                                                       |                                                           |
| XCVIII                              | 2024 | Jack Price                                                | Sherco                                                    | Jonathan Richardson (Montesa)                             | 5:00:26                                                   | 168                                                       | 69                                                        | 41%                                                       |                                                           |

Notes
1. ↑  19,75 mph
2. ↑  Montesa-Silkolene
3. ↑  Gas Gas 280-Haven
4. ↑  Beta 270-UK.com
5. ↑  Montesa 300-Sandiford
6. ↑  Montesa-JST
7. ↑  Sherco-MRS
8. ↑  Montesa-Appleyard
9. ↑  Ossa 280
10. ↑  Montesa-Appleyard